# Dustin Lance Black
Dustin Lance Black (Sacramento, 10 de junho de 1974) é um roteirista e diretor de cinema e produtor de televisão norte-americano, mais conhecido por escrever o filme Milk, pelo qual ganhou um Oscar de Melhor Roteiro Original em 2009 e por trabalhar na série Big Love
Dustin Lance Black que é gay assumido também narrou o documentário 8 : A Mormon Proposition sobre como a Igreja de Jesus Cristo dos Santos dos Últimos Dias efetivamente através de sua realpolitik participativa na vida civil pública estado-unidense coordenou uma coalizão (i.e. Igreja Católica Apostólica Romana, ente outros) que resultou na derrubada do casamento gay no estado da Califórnia, nos Estados Unidos.
Além de Milk, Dustin Lance Black também é roteirista do filme J. Edgar, estrelado por Leonardo DiCaprio. O filme conta a história do fundador do FBI, além de seu romance homossexual.
Dustin atualmente está casado com o esportista, saltador britânico Tom Daley, com quem tem dois filhos, o primeiro nascido em 2018 e, o segundo filho em 2023. 